# C+C Music Factory
C+C Music Factory (другой вариант C & C Music Factory) — музыкальная продюсерская группа (под руководством Роберта Кливиллеса и Дэйвида Коула), знаменитая тем, что семь раз получала первые места в танцевальных/клубных чартах с начала и до середины 1990-х, а также несколькими поп-кроссовер хитами, один из которых, «Gonna Make You Sweat (Everybody Dance Now)», занял 1-е место в Billboard’s Hot 100 и R&B чартах синглов. Группа также выпустила синглы и альбомы под другими именами, такими как Clivillés + Cole, The 28th Street Crew, и MVP. Кливиллес и Коул также продюсировали хиты для некоторых музыкантов, включая Донну Саммер, Мэрайю Кэри, Уитни Хьюстон, Арету Франклин, Джеймса Брауна, Майкла Джексона, Lisa Lisa and Cult Jam, и Дебору Купер.
C+C Music Factory получила в общей сложности 35 всемирных музыкальных наград, включая Billboard Music Awards, пять American Music Awards, и две MTV Video Music Awards. После того, как Коул скончался в январе 1995 года, его партнёр по продюсированию Кливиллес продолжил использовать имя C+C один.

## Состав
C+C Music Factory в первую очередь состояла из двух продюсеров и вокалистов, которых подбирали под конкретный проект.

### Основные члены
- Роберт Кливиллес (продюсер)
- Дэйвид Коул (продюсер)

### Вспомогательный состав
- Zelma Davis (вокалист)
- Martha Wash (вокалист)
- Freedom Williams (MC)
- Rick Lyon (бас-гитара)
- Deborah Cooper (вокалист) — лидирующий и бэк-вокал.

Среди приглашенных вокалистов были хип-хоп группа Trilogy и МС Paul Pesco и Q-Unique.

## История
В 1989 году Роберт Кливиллес и Дэйвид Коул наняли музыкальный состав и записали все треки для Gonna Make You Sweat, первого альбома группы. В 1990 году он вышел на 2 место в чарте альбомов Billboard 200, 11 место в чарте альбомов R&B, 5-кратно получал статус платинового диска, а по версии портала Vice альбом занимает 43-ю строчку в списке «99 лучших танцевальных альбомов всех времён». Следующий альбом группы — Anything Goes! 1994 года, — занял 106 место в Billboard 200 и 39 место в чарте альбомов R&B. У них было большое количество клубных хитов, некоторые из которых даже перешли в разряд поп-хитов.
Все четыре сингла с дебютного альбома достигли № 1 в чарте Billboard’s Dance/Club Play, и все четыре были также кроссоверами поп- и R&B-хитов. Первый сингл, «Gonna Make You Sweat», достиг № 1 на Billboard’s Hot 100 и чарте синглов R&B Singles (и № 3 в Великобритании). Четвёртый и последний сингл с их дебютного альбома «Just a Touch of Love» появился в фильме Действуй, сестра. Альбом содержал ещё два сингла из Top-5; «Here We Go» достиг № 3 в чарте Billboard’s Hot 100 (и № 20 в Великобритании), и «Things That Make You Go Hmmm» (по мотивам фразы, периодически произносимой в вечерних ток-шоу, Арсенио Холл) достиг № 4 (и № 4 в Соединенном Королевстве).
В 1992 году они с другим хитом № 1 Dance/Club Play с песней «Keep It Comin '» (Dance Till You Can’t Dance No More); в том числе изменением MC Q-Unique, который был записан для саундтрека и открывающих cheerleading routine для фильма «Баффи — истребительница вампиров». Обе версии песни были с участием вокалистки Деборы Купер.
Во втором альбоме дуэта, Anything Goes!, было два менее успешных сингла, «Do You Wanna Get Funky» и «Take а Токе». Ни один из них не достиг Hot 100, хотя они получили высокие оценки критиков в некоторых кругах.
Альбом был выпущен в Европе в конце 1995 года Робертом Кливиллесом под именем C+C Music Factory, который создал в США ещё один хит № 1 Dance/Club Play «I’ll Always be Around». Ни в записи сингла, ни в записи альбома не участвовал Дэвид Коул, который умер до начала записи материала. Альбом был выпущен MCA в 1995 году в Европе, но он не был выпущен в США. Это был последний студийный альбом с новым материалом, который был выпущен под именем C+C Music Factory.
В 1996 году промо макси-сингл «Don’t Stop The Remix» был последним синглом, выпущенным группой (только в Японии).

### Видеоклипы
Изобразительные и постановочные первых видео C&C Music Factory помогли отделить первые релизы группы от предыдущих основных танцевальных хитов, как у Technotronic «Pump Up The Jam». Споры начались, когда выяснилось, что вокалистка Сельма Дэвис появилась вместо Марты Уош в клипе на первый сингл группы, «Gonna Make You Sweat (Everybody Dance Now)». Дэвис «шевелила губами» под вокал Уош в этом видео; позже Уош подала иск к группе и появилась на шоу Джоан Риверс без предварительного уведомления, сразу после разоблачения Milli Vanilli. Слухи о плохих отношениях между Уош и группой были развеяны, когда Уош и Дэвис появились в видео 1994 Hot Dance Music/Club Play № 1 к синглу «Do You Wanna Get Funky», на котором они обе разделяли вокальные партии.
Видео «Just a Touch of Love» появлялось в начале VHS-копий фильма «Действуй, сестра». Видео содержит сцены с участниками группы, поющих и танцующих с монашками из фильма, смонтированные вместе со сценами из фильма.
В кавер-версии в стиле хаус и ремиксе на «Pride (In the Name of Love)» группы U2 участвовала Дебора Купер с основным вокалом, а также и Роберт и Дэвид с фоновыми партиями.